# Oxytrypia stephania
Oxytrypia stephania là một loài bướm đêm trong họ Noctuidae.